# Ollie Shoaff
Oliver Richard Shoaff, detto Ollie (Mount Carmel, 10 novembre 1923 – Mount Carmel, 5 ottobre 2001), è stato un cestista e allenatore di pallacanestro statunitense, professionista nella NBL e nella NPBL.

## Carriera
Giocò per una stagione nella NBL, disputando 61 partite con 8,4 punti di media.
Chiuse la carriera con 6 partite nella NPBL con gli Evansville Agogans nel 1951.